# رستم أباد (تكاب)
رستم أباد (بالفارسية: رستم‌آباد) هي قرية تقع في إيران في Takab Rural District.